# Kejsarpaviljongen

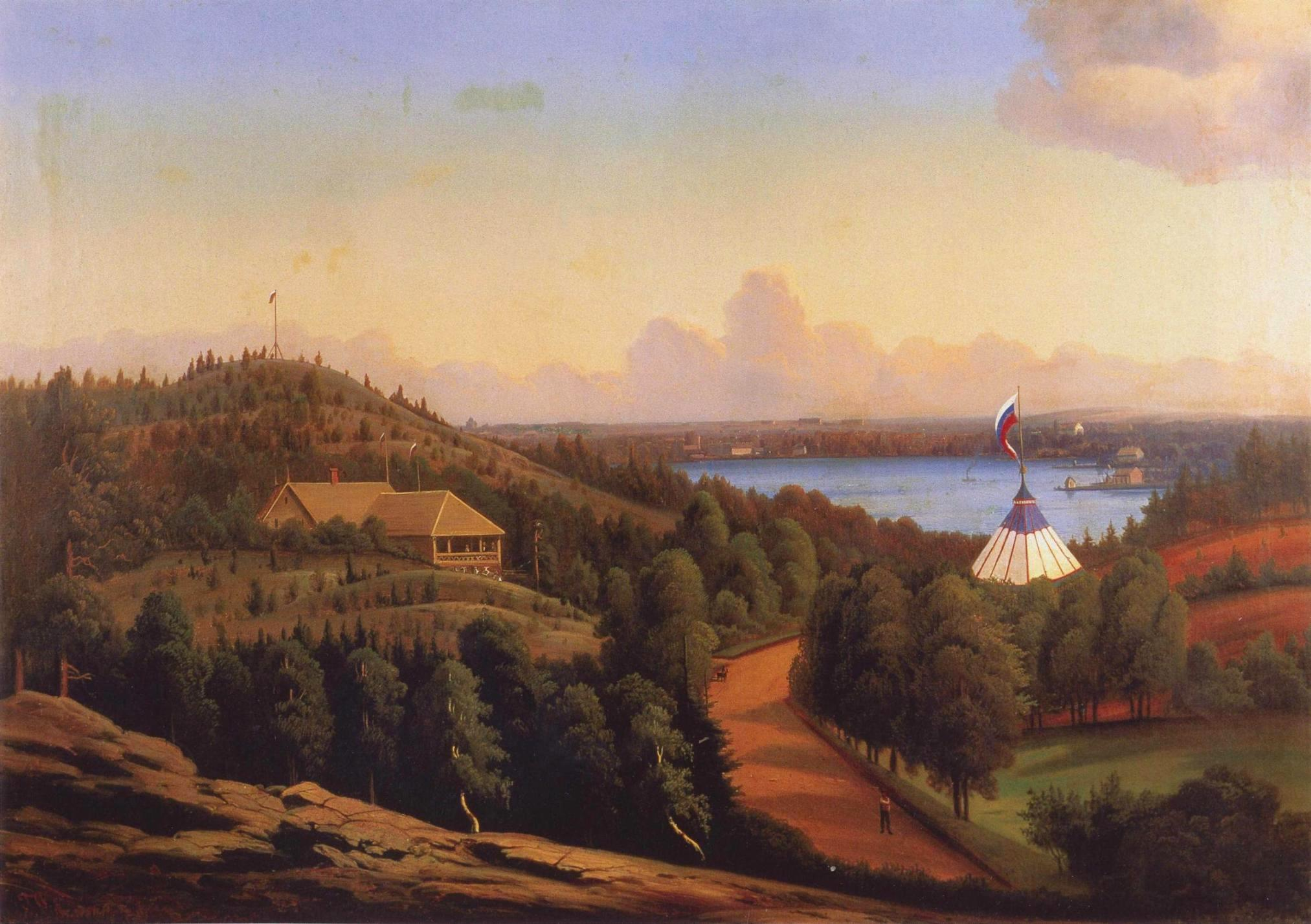
Restaurang Alppaviljongen och Kejsarpaviljongen i Alpparken. Målning av Thorsten Waenerberg från 1876. I bakgrunden syns Borgbacken och Tölöviken.

Kejsarpaviljongen (finska: Keisaripaviljonki) var en byggnad i Alpparken i Helsingfors.
Den ryske tsaren Alexander II besökte Helsingfors i juli 1876 Finlands allmänna industriutställning 1876. Helsingfors stadsfullmäktige anordnade då ett offentligt firande i Alpparken för att hedra besöket.
Året före kejsarens besök hade Restaurang Alppaviljongen brunnit ned, men den byggdes snabbt upp för att bli klar till kejsarbesöket i juli 1876. Dessutom uppfördes på en kulle i närheten av restaurangen en tillfällig, tältliknande paviljong. Den ritades av Frans Anatolius Sjöström och restes för besökets festmiddag. Denna tältliknande konstruktion med öppen vägg ansågs vara så lyckad att staden beslöt att behålla den. Den hade trätak och kunde tjäna besökare till parken som en plats att sitta och titta ut från i skydd för väder och vind.
Det beslöts att inga andra byggnader än paviljongen skulle lämnas att stå kvar i området kring paviljongen för att inte störa utsikten och för att bevara området som en del av en allmän park. Paviljongen revs under 1900-talets första hälft.